# Клуни Браун
«Клуни Браун» (англ. Cluny Brown) — кинофильм режиссёра Эрнста Любича, вышедший на экраны в 1946 году. Экранизация одноимённого романа Марджери Шарп.

## Сюжет
Действие происходит в 1938 году в Англии. Клуни Браун — беззаботная девушка, которой дядя-водопроводчик постоянно напоминает, что ей надо знать своё место. Придя на вызов вместо дяди, она знакомится с чешским писателем Адамом Белинским, бежавшим с континента от нацистов. Тот очарован Клуни и готов поддержать её нежелание следовать британским условностям, однако дядя отсылает её в поместье богатых аристократов Кармелов, где она должна стать новой служанкой. По стечению обстоятельств, туда же прибывает и Адам, чтобы некоторое пожить в семье своего друга Эндрю Кармела...

## В ролях
- Шарль Буайе — Адам Белински
- Дженнифер Джонс — Клуни Браун
- Питер Лоуфорд — Эндрю Кармел
- Хелен Уокер — Бетти Крим
- Реджинальд Гардинер — Хилари Эймс
- Реджинальд Оуэн — сэр Генри Кармел
- Обри Смит — полковник Чарльз Дафф Грэм
- Ричард Хэйдн — Джонатан Уилсон
- Маргарет Баннерман — леди Элис Кармел
- Сара Олгуд — миссис Мейл
- Эрнест Коссарт — Сиретт
- Флоренс Бейтс — вдова на вечеринке
- Уна О'Коннор — миссис Уилсон